# مارلو (آلاباما)
مارلو (به انگلیسی: Marlow) یک منطقهٔ مسکونی در ایالات متحده آمریکا است که در آلاباما واقع شده‌است. مارلو ۱۳٫۱۱ متر بالاتر از سطح دریا واقع شده‌است.